# Aedes tauffliebi
Aedes tauffliebi är en tvåvingeart som beskrevs av Rickenbach och Franco Ferrara 1965. Aedes tauffliebi ingår i släktet Aedes och familjen stickmyggor.
Artens utbredningsområde är Kamerun. Inga underarter finns listade i Catalogue of Life.